# تيم سباركس
تيم سباركس (بالإنجليزية: Tim Sparks)‏ هو عازف قيثارة وعازف جاز أمريكي، ولد في 31 أكتوبر 1954 في وينستون-سالم في الولايات المتحدة.

## وصلات خارجية
- تيم سباركس على موقع ميوزك برينز (الإنجليزية)
- تيم سباركس على موقع ديسكوغز (الإنجليزية)